# Kępno
Kępno é um município da Polônia, na voivodia da Grande Polônia e no condado de Kępno. Estende-se por uma área de 7,79 km², com 14 419 habitantes, segundo os censos de 2016, com uma densidade de 1851 hab/km².